# فابریزیو کالیارا

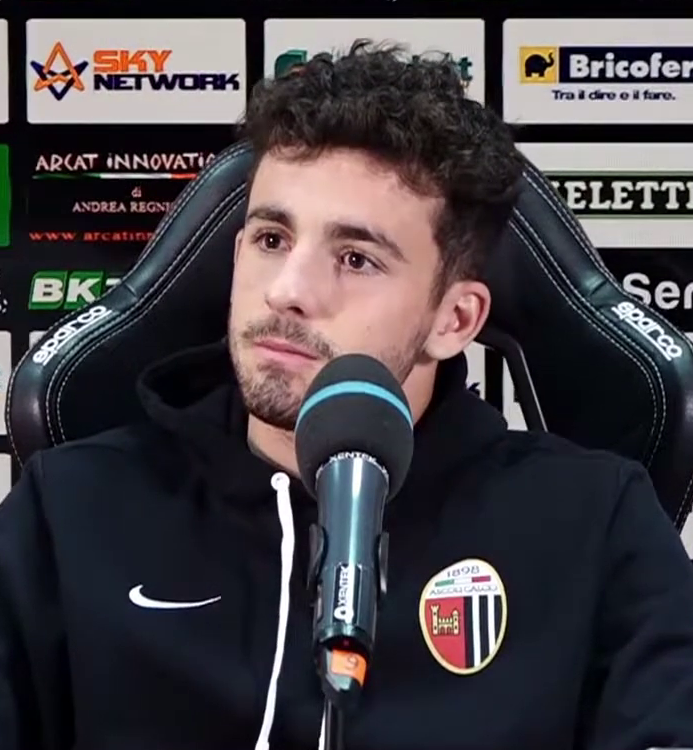
فابریزیو کالیارا در سال ۲۰۲۱

فابریزیو کالیارا (انگلیسی: Fabrizio Caligara؛ زادهٔ ۱۲ آوریل ۲۰۰۰) بازیکن حرفه‌ای فوتبال اهل ایتالیا است که در حال حاضر برای باشگاه یوونتوس در پست هافبک بازی می‌کند.
وی در تیم‌های ملی فوتبال زیر ۱۶ سال ایتالیا زیر ۱۷ سال ایتالیا زیر ۱۹ سال ایتالیا نیز بازی کرده‌است.